# Kristl, Seibt
Die Kristl, Seibt & Co. Gesellschaft m.b.H. entwickelt und vertreibt gemeinsam mit den Tochterunternehmen unter der Marke KS Engineers Systemlösungen zur Simulation und zum Testen von Fahrzeugkomponenten und Gesamtfahrzeugen in der Automobilindustrie (95 % der Gesamtleistung) im internationalen Marktumfeld, und Gebäudetechnik (5 % der Gesamtleistung) im regionalen Grazer Umfeld.

## Geschichte
Das Unternehmen wurde 1972 mit dem Hauptgeschäftsbereich Planung und Ausführung von Gebäudetechnik (Elektro, HKLS) in der Rechtsform einer OHG in Graz gegründet. 1979 erfolgte die Umgründung zur GmbH & Co KG, seit 1995 firmiert das Unternehmen in der Rechtsform der Gesellschaft mit beschränkter Haftung.
Bis 1985 wurden ausschließlich Projekte im Bereich Gebäudetechnik, vorwiegend im industriellen und öffentlichen Bereich, und im internationalen Umfeld ausgeführt.
Im Jahr 1985 wurde der Geschäftsbereich Industrial Engineering geschaffen, aus dem sich in weiterer Folge ab 1986 der Geschäftsbereich Automotive Testing entwickelt hat. Das Unternehmen kann somit große Prüffeldbauten, mit Prüftechnik, Automatisierungstechnik und Gebäudetechnik komplett aus einer Hand ausstatten.
Die Prüffeldeinsatzplanung, das Prüflaufdesign und die Prüflaufausführung, inkl. Kalibrierungsläufen unter Einbindung eigener Echtzeitregelsysteme und Fremdherstellergeräten wird vom Prüftandsautomatisierungssystem Tornado übernommen, das seit 1989 ständig den Anforderungen angepasst wird.
Seit 2001 erfolgt die Betreuung des indischen Marktes durch ein eigenes Tochterunternehmen.
Mit der Entwicklung von Batteriesimulationsanlagen gelang im Jahr 2003 der Einstieg in das Marktumfeld der Elektromobilität. Ein im Jahr 2005 entwickelter Drehschwingungsgenerator ermöglicht die Nachbildung der Drehunförmigkeiten eines Verbrennungsmotors mittels eines elektrischen Antriebs. Das deutsche Tochterunternehmen wurde 2009 gegründet.
Die Entwicklung eines neuartigen Frequenzumrichters im Jahr 2011 stellt sicher, dass die für die Abbildungsgenauigkeit relevante Regelschleife hochdynamisch ausgeführt werden kann.
Das Schweizer Tochterunternehmen wurde 2013 gegründet, und seit 2013 erweitern Inhouse Prüfdienstleistungen das Dienstleistungsangebot. Daimler hat im Jahr 2015 das Unternehmen für den Daimler Supplier Award nominiert.
Gemeinsam mit der Technischen Universität Graz unterhält das Unternehmen seit 2017 ein Christian Doppler Labor zum Thema Modellbasierte Regelung komplexer Prüfstandssysteme.
Seit 2020 erweitern Elektro-Maschinensimulatoren das Produktportfolio. Die Betreuung des nordamerikanischen Marktes erfolgt ab 2022 durch eine eigene Tochtergesellschaft.

## Konzernstruktur
Die Kristl, Seibt & Co. Gesellschaft m.b.H. ist die Muttergesellschaft angeführter Tochtergesellschaften (Gründungsjahr, Hauptstandorte, Stand August 2022):
- Kristl, Seibt & Co Gesellschaft m.b.H., 1972, Graz, St. Veit an der Glan
- Kristl Seibt India Private Limited, 2001, Pune
- KS Engineers Deutschland GmbH, 2009, Friedrichshafen, Kernen, München, Stuttgart
- KS Switzerland GmbH., 2013, Zürich
- KS Engineers USA Inc., 2022, Wilmington[7]

## Produkte
Das Unternehmen liefert Prüftechnik für Komponenten und Gesamtsysteme – alles aus einer Hand, vom Prüfstand bis zu kompletten Prüffeldern und stellt folgende Produkte her, erbringt folgende Dienstleistungen
- Management und Automation Tools
  - Prüfstandautomatisierungssystem Tornado
- Batteriesimulations- und -Testsysteme[9]
- Prüftechnik
  - Road to Rig Prüfstände[10], inkl. Straßenlastsimulationsmodell[11] und virtuellen Komponenten[12]
  - Systemprüfstände
  - Elektromotorenprüfstände[13]
  - Antriebsstrangprüfstände
  - Brennstoffzellenprüfstände
  - Verbrennungsmotorenprüfstände für alle Kraftstoffe
  - Rollenprüfstände
  - Heißgasprüfstände
  - Komponentenprüfstände
  - Prüffelder, inkl. Medienversorgung
- Einrichtungen zu Medienversorgung und -konditionierung
- Prüfdienstleitung
  - Prüfstandbetrieb für vollelektrische und Verbrennerfahrzeuge und deren Komponenten
- Gebäudetechnik
  - Infrastruktur zur Medienversorgung für Prüfstände und Prüffelder (Strom, Prozesswasser, Kraftstoffe, Gase, Zu- und Abluft, Verbrennungsluft)
  - Gebäudetechnik für den öffentlichen Sektor, Bürogebäude und Industrie (lokal im Raum Graz)